# Jean Espagnolle
Jean Espagnolle (1828 - 1918), prêtre du clergé de Paris, est né le 4 janvier 1828 à Ferrières (Hautes-Pyrénées) dans une famille modeste, fils de Jean Péricou-Espagnolle et de Marie Lacabanne-Jean Borde. Il est mort le 28 septembre 1918 à Arthez-d'Asson.

## Biographie
Il fit ses études au sein de l'Institution Notre-Dame de Bétharram et reçut l'ordination le 21 mai 1853 à Bayonne. Nommé prêtre auxiliaire à Betharram en 1856, il fut vicaire à Arudy le 20 octobre 1860. Il fonda de concert avec l'abbé Barbe de Lestelle, l'Institution Péricau d'Orthez qui devint après Moncade. Pendant quelques années, il fut professeur de rhétorique au collège d'Oloron et quitta son « pays » en 1871 pour occuper divers postes au sein du diocèse de Paris. Il prit sa retraite en 1898, d'abord à Pau puis à Arthez-d'Asson, où il meurt en 1918 à 90 ans. L'acte de décès indique qu'il était « prêtre et chanoine honoraire ».
Il travailla le plus souvent seul et loin des grandes bibliothèques.
Helléniste distingué, il fut chevalier de l'ordre royal du Sauveur de Grèce et membre de la Société des études historiques.
Il publia en 1871 son premier ouvrage, Les Feuilles et les Fruits, recueil de vers.
Ses principaux ouvrages que sont L'Origine du français, La Clef du vieux français et Le Néo-latinisme démontrent clairement et sans ambiguïté que le français a pour origine le grec ancien, et non pas le latin comme le prétend le courant de pensée dit "Néo-latinisme". 
Il s'adonna ensuite à la philologie et publia :
- L'Origine du français, en 3 volumes (1886-1889)
- Les Imaginations ou les Doublets de M. Brachet (1889)
- La Clef du vieux français, Editions Truchy et Leroy (1890)
- L'Origine de notre vieille langue ou du Galou (1891)
- Le Vrai Dictionnaire étymologique de la langue française (1896)
- L'Origine des Basques (1900)
- L'Origine des Aquitains (1908)
- Le Néo-latinisme (sous le pseudonyme de J.-L. Dartois) (1909).

Certains de ces ouvrages ont fait l'objet de rééditions.
Sous le pseudonyme de Daron, il collabora de façon irrégulière à L'Intermédiaire des chercheurs et curieux (de 1900 à 1916).
D'autres membres de sa famille ont également occupé des fonctions ecclésiastiques notamment en Gironde.